# شهرستان اوربرو
شهرستان اوربرو (به سوئدی: Örebro län) یکی از شهرستان‌های کشور سوئد است که در میانه این کشور واقع شده است و با استان‌های وسترا گوتلاند، ورملاند، دالارنا، وستمانلاند، سودرمانلاند و اوسترگوتلاند مرز مشترک دارد.
مرکز این شهرستان شهر اوربرو است.